# Jump, Push, Fall
Jump, Push, Fall es una extensión del primer episodio de la cuarta temporada de Héroes: Orientation. Además de que se transmitió el mismo día del estreno de la temporada, y no ser confirmado como el segundo episodio oficial.

## Trama
Siguiendo la línea cronológica del episodio anterior:
Momentos después del aparente suicidio de Annie, Claire queda una vez más perjudicada por una muerte de un ser muy cercano a ella, y después de que la policía concluye que Annie se suicidó, Claire pasa la noche con su madre Sandra. Al día siguiente Claire se entera de que Gretchen tampoco cree que Annie se haya suicidado y basándose en un episodio de Crossing Jordan arma una teoría de la manera alternativa en la que Annie pudo morir: asesinada, accidentalmente o por suicidio, pero Claire tratando de olvidarse del tema la ignora. 
Esa misma noche Claire impulsada por la curiosidad pone en práctica la teoría de Gretchen usándose a sí misma para reconstruir la forma en la que Annie murió, y a pesar de que ella no queda en la misma posición que Annie, Claire concluye que Annie se suicidó. No obstante, al mirar a su habitación descubre a Gretchen observándola.
Matt inexplicablemente comienza a ser amenazado por una aparente ilusión de Sylar, el cual le exige que le devuelva su cuerpo y que no se detendrá hasta recuperarlo, pero cuando Matt se resiste a creer lo que está viendo Sylar desaparece. Una vez que Matt se prepara para investigar un caso relacionado con el tráfico de drogas, Matt le promete a Janice no usar sus habilidades. Mientras Sylar comienza a aparecer simultáneamente buscando provocar a Matt lo que en un principio es una tortura aunque a su vez lo ayudan a dar con una pista sobre el caso. Más tarde cuando Matt regresa a su hogar mira enfurecido como un plomero juega con Matt Jr. y Matt intentando resolverlo usa sus poderes para persuadir mentalmente al hombre de dejar a su familia, mientras Sylar declara que eso le agrada. 
Hiro atascado en el tiempo y completamente confundido, pronto se da cuenta de que está en la misma fecha en la que Hiro accidentalmente arruinó la relación entre Ando y Kimiko y cuando éste intenta escapar, es llamado por Samuel Sullivan, el cual después de mostrarle que es especial; comienza a revelarle que no todos los hechos están conectados, de manera que si se hace aunque sea un cambio no tan sobresaliente la historia no cambiará enteramente. Sin embargo Hiro se niega a creerlo y Samuel lo empuja, haciendo que Hiro se interponga justo antes de que Kimiko quedara empapada con la malteada de Ando que el joven Hiro arrojó por accidente. Hiro empapado por la malteada y asustado logra regresar a su época actual, una vez en el presente Hiro busca desesperadamente que todo este en orden. Dando se cuenta de que lo único que cambió es que Ando y Kimiko son prometidos y planean casarse. Más tarde Hiro le afirma a Ando la razón por la cual él y Kimiko son amantes, además de comprometerse a cambiar todos los errores del pasado, para conseguir su tal anhelada redención antes de morir. 
Noah recibe una llamada de parte de Tracy quien defiende su integridad asegurando no haber asesinado a Danko y cuando Noah analiza nítidamente el cadáver del soldado se da cuenta de que el asesino intentó rasgarle el estómago, logrando sacar una llave del estómago de Danko. Momentos después Noah llama a Peter pidiéndole ayuda para resolver la muerte de Danko y Peter acepta interesado en encontrarse con el peligroso Edgar.
La llave termina llevándolos a un banco en donde descubren que el objeto tan codiciado es una simple brújula. De la nada Edgar aparece intentando asesinar a Noah con tal de llegar hasta la brújula. Sin embargo Peter copia su poder y comienza a pelear con el hasta que Edgar se da a la fuga. Más tarde Peter se da cuenta de que Noah había sido herido eventualmente por Edgar y cuando Peter atiende a Noah este le asegura que Edgar posee la brújula.
En la feria Edgar llega para entregarle a su jefe Samuel la brújula, además que admite que no está de acuerdo con el plan de Samuel. Sin embargo hombre trata de convencerlo que es lo mejor y cuando Samuel le pregunta a Lydia cuales son sus siguientes objetivos, ella crea una imagen de Claire, Sylar y Peter.